# 66934 Калалова
66934 Калолова (66934 Kálalová) — астероїд головного поясу, відкритий 26 листопада 1999 року.
Тіссеранів параметр щодо Юпітера — 3,485.